# Nelahozeves
Nelahozeves (mai demult Nalezoves, Nalžoves, germ: Mühlhausen), este o comună din Regiunea Boemia Centrală, Cehia. Localitatea se află pe malul stâng al lui Vltava, la 2 km nord de Kralupy nad Vltavou. Compozitorul Antonín Dvořák s-a născut la  Nelahozeves.

## Istoric
Nelahozeves, este aminită pentru prima oară în anul 1352. Urme de așezare omenească s-au găsit din timpul epocii de piatră. Numele provine după unele izvoare istorice de Nehoda întemeietorul așezării. Satul a aparținut la început prinților de Boemia, trecând ulterior în proprietatea episcopatului din Praga. După războiului husit ajunge din nou în posesia prinților din Boemia. În anul 1469 a fost dăruit pentru un timp scurt lui Heimburka, un favorit al regelui Georg von Padiebrad. Au urmat o serie de schimbări frecvente de proprietari reprezentanți ai nobilimii sau a clerului înalt, acestea fiind însoțite frecvent de conflicte. Între anii 1544-1558 satul a trecut în proprietatea lui Florian Griespek von Griespach, un favorit al împăratului Ferdinand I. În timpul lui și al fiului său se va construi palatul în stilul renașterii. După moartea lor, nobilimea scăpătată și plină de datorii a fost silită să vândă proprietea familiei nobiliare Lobkowitz. În timpul războiului de treizeci de ani satul a fost jefuit de suedezi de mai multe ori.